# BLC Sparta Prague
Le Basketbal Ladies Club Sparta Praha est un club féminin tchèque  de basket-ball évoluant dans la ville de Prague. Il s'agit d'une des sections du Sparta Prague.

## Palmarès
International
- Champion d'Europe des clubs champions : (1) 1976
- Vice Champion d'Europe des clubs champions : (6) 1964, 1967, 1968, 1972, 1975, 1978

République tchèque
Tchécoslovaquie
- Champion de Tchécoslovaquie : (23) 1948, 1949, 1950, 1966, 1967, 1968, 1969, 1971, 1972, 1974, 1975, 1976, 1977, 1978, 1979, 1980, 1981, 1986, 1987,
- Vainqueur Coupe de Tchécoslovaquie : (6) 1964, 1967, 1968, 1972, 1975, 1978

## Entraîneurs successifs
- 1947 - 1954 : Josef Ezr : 5 fois champion (1948-1950, 1952-1953), 2e (1951), 4e (1954)
- 1954 - 1955 : Miloslav Kříž : 5e (1955)
- 1955 - 1957 : Jiří Adamíra : 2 fois 2e (1956-1957)
- 1957 - 1964 : Miloslav Kříž[2] : 2 fois champion (1958, 1963), 2e (1964), 3 fois 3e (1959-1961), 6e (1962)
- 1964 - 1965 : Jiří Baumruk : 4e (1965)
- 1965 - 1972 : Zbyněk Kubín : 6 fois champion (1966-69, 1971-1972), 2e (1970)
- 1972 - 1978 : Lubomír Dobrý : 5 fois champion (1974-1978), 2e (1973)
- 1978 - 1981 : Karel Herink : 3 fois champion (1979-1981)
- 1981 - 1987 : Petr Pajkrt : 2 fois champion (1986-1987), 3 fois 2e (1982-1984), 3e (1985)
- 1987 - 1990 : Ludvík Rúžička : 2 fois 3e (1988-1989), 5e (1990)
- 1990 - 1992 : Lubor Blažek : 2e (1991), 5e (1992)
- 1992 - 1993 : Milena Jindrová : 12e (1993)

## Joueuses célèbres ou marquantes
- Jana Veselá
- Blanka Tomsová